# Marie Harel

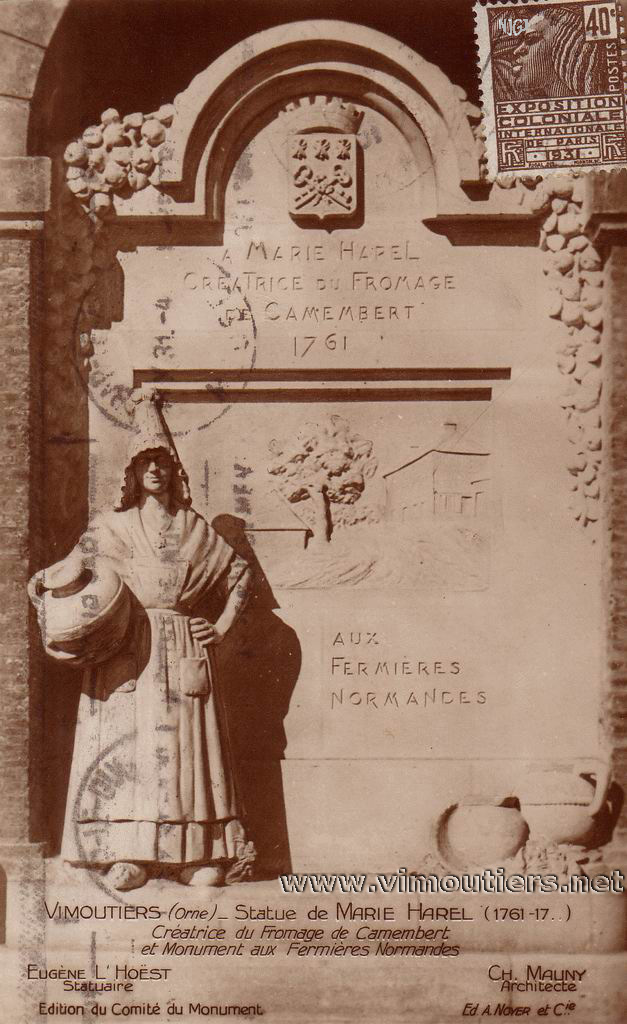
Postal com selo de 1931, representando o monumento a Marie Harel, em Vimoutiers.

Marie Harel (nascida Marie Catherine Fontaine; 28 de Abril de 1761 – 9 de Novembro de 1844) foi uma queijeira francesa que, segundo a lenda local, inventou o queijo camember, juntamente com o abade Charles-Jean Bonvoust. De acordo com a tradição local, trabalhou como queijeira na Mansão de Beaumoncel, fazendo queijos camember. A sua principal contribuição foi ter iniciado uma dinastia de queijeiros empreendedores que desenvolveram a produção de queijo camember em grande escala, em particular o seu neto Cyrille Paynel, nascido em 1817, que criou uma fábrica de queijo no município de Le Mesnil-Mauger em Calvados, França.

## Vida pessoal
Marie Harel nasceu com o nome de Marie Catherine Fontaine a 28 de Abril de 1761, em Crouttes (Orne), perto de Vimoutiers na Normandia, filha de Jacques Fontaine. A 10 de Maio de 1785 casou-se com Jacques Harel, um trabalhador de Roiville, em casa de Jean Perrier, caseiro do solar de Bèaumoncel, em Camembert, Orne. Morreu a 9 de Novembro de 1844, em Vimoutiers, Orne.

## Invenção docamembert
Desde os finais do século XVII que um afamado queijo era produzido na região de Camembert, na Normandia. No seu "Dicionário Geográfico", publicado em 1708, Thomas Corneille já escrevia: "Vimonstiers: [...] todas as segundas-feiras realiza-se um grande mercado, para o qual são levados excelentes queijos de Livarot e Camembert." 
Apesar disso, de acordo com uma lenda tardia, surgida já no início do século XX, a invenção do camembert foi atribuída a Marie Harel. Segundo a lenda, durante os tumultos da Revolução Francesa, entre 1796 e 1797, Marie teria escondido um sacerdote refratário, o abade Charles-Jean Bonvoust, no solar de Beaumoncel, onde Marie trabalhava. O sacerdote, alegadamente nativo de Brie, teria dado a Marie, como recompensa pelo seu gesto, a receita de um tipo de queijo com uma viçosa casca comestível, tal como era produzido na sua terra natal. Apesar de ser uma história apócrifa, da qual não só não existem evidências, como até dados contrários - o abade Bonvoust era proveniente do País de Caux, na realidade - ainda é frequentemente tida como verdadeira.
No entanto, de acordo com a tradição local, Marie Harel efetivamente produziu queijo camembert, dando início a uma dinastia de queijeiros empreendedores que produziram o queijo camembert em grande escala, sobretudo o seu neto Cyrille Paynel, nascido em 1817, que criou uma fábrica de queijo no município de Le Mesnil-Mauger, em Calvados.
O sucesso da produção do camembert na primeira metade do século XIX deveu-se em grande medida aos descendentes de Harel, que se consideravam os únicos legítimos utilizadores da designação "Camembert". Contudo, a partir de 1870, outros queijeiros normandos contestaram este monopólio familiar.

## Homenagens
Uma estátua de Marie Harel pode ser vista em Vimoutiers. Uma lenda diz que morreu em Champosoult mas, na verdade, foi a sua filha, também chamada Marie (1781-1855), que ali morreu. Harel foi homenageada com um Google Doodle, por ocasião do seu 256.º aniversário, em 2017.